# Държавно устройство на Мали
Мали е президентска република.

## Законодателна власт
Законодателен орган в Мали е еднокамарен парламент, съставен от 160 народни представители, избирани за срок от 5 години.